# Sant'Angelo a Scala
Sant'Angelo a Scala è un comune italiano di 706 abitanti della provincia di Avellino in Campania.

## Storia

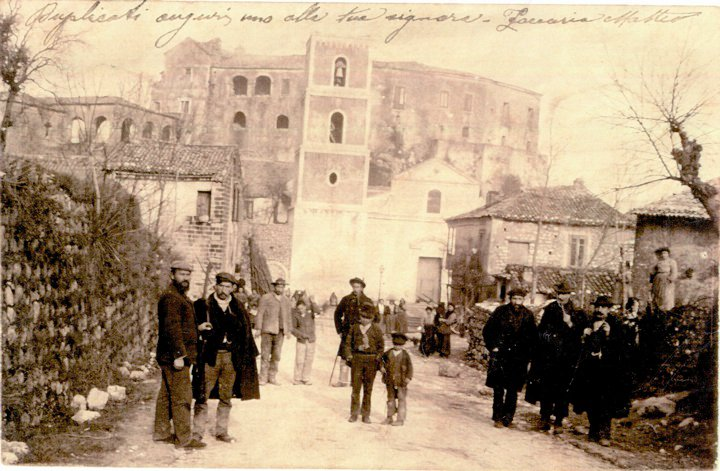

Sant'Angelo a Scala ha origini antichissime come dimostra la presenza, sul territorio, di grotte paleolitiche. Notizie relative al primo centro abitato di Sant'Angelo a Scala risalgono alla città tardo-romana Asculam, rinvenuta in località Malfetana. In merito alla questione etimologica, l'Angelo cui si riferisce la prima parte del nome evoca, senza dubbio, San Michele Arcangelo il cui culto fu diffuso dai Longobardi che eressero una piccola chiesa, citata in un documento del 402, dedicata al Santo. Quanto allo specificazione "a Scala" (ad scalas, nei documenti d'epoca medievale) potrebbe rappresentare un riferimento generico alla configurazione delle montagne che circondano il borgo ovvero alla ripida stradina (quasi una scala, appunto) che, in passato, collegava il borgo ad un antico edificio religioso situato più a monte. Dopo la conquista normanna, Sant'Angelo venne costituito in feudo. A quell'epoca risale la costruzione di un castello e di un abitato fortificato, di dimensioni limitate rispetto ai circostanti insediamenti del territorio del Partenio. 
Nel 1160 fu donato da Ruggiero II il Normanno a Riccardo de Aquila e nel 1466 ai conti Carafa, i quali apportarono modifiche al castello per la creazione di una residenza gentilizia. 
A partire dal 1623 il feudo insieme a quelli limitrofi di Rotondi e Pietrastornina  vennero assegnati dall'amministrazione spagnola al nobile marchigiano Alessandro Moschella, appartenente ad uno dei rami cadetti dei marchesi Mosca di Pesaro, che come capitano di ventura aveva militato nelle file spagnole sotto il viceré di Napoli Pedro Téllez-Girón, III duca di Osuna nella guerra contro la Repubblica di Venezia. 
In età contemporanea, in conseguenza del terremoto in Irpinia, il castello posto in cima al borgo fu ridotto in macerie e mai ricostruito, ed a oggi le sue rovine sono un importante polo per manifestazioni e rappresentazioni teatrali.

### Simboli
Lo stemma comunale si può blasonare d'azzurro, al torrione di due palchi, d'oro, mattonato di nero, merlato alla guelfa, il palco superiore merlato di tre e finestrato di uno, del campo, la finestra è ad arco a tutto sesto, il palco inferiore trapezoidale, merlato di cinque, esso torrione è aperto del campo.
Il gonfalone è un drappo di azzurro.

## Società

### Evoluzione demografica
Abitanti censiti

### Lingue e dialetti
Accanto alla lingua italiana, nel territorio di Sant'Angelo a Scala è in uso il dialetto irpino.

## Amministrazione

### Altre informazioni amministrative
Il comune fa parte della Comunità montana Partenio - Vallo di Lauro.